# Andreas Hykade

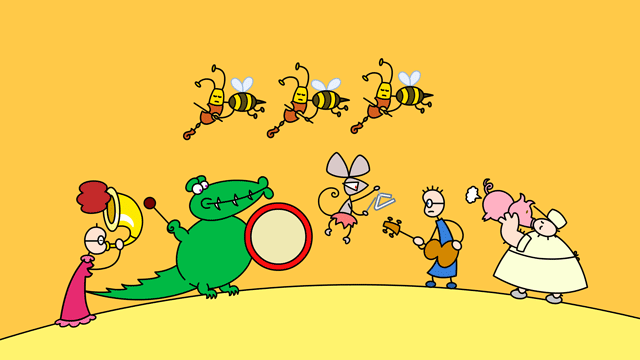
Tom

Andreas Hykade (nacido en 1968 en Baviera) es un director de animación alemán. Desde 1988 a 1990 estudió en la academia de Artes de Stuttgart. Trabajó como dibujante animador en Londres en 1991 y mejoró sus estudios en la Filmakademie Baden-Württemberg hasta 1995. Desde que trabaja como director de animación, distribuye su trabajo en el "Studio Filmbilder" en Stuttgart, siendo que además ejerce como profesor de animación en la academia Filmakademie Baden-Württemberg. Desde el año 2008 Hykade enseña animación en la Universidad de Harvard.

## Estilo
El estilo de Hykade se fundamenta en la realización de caracteres muy simples que poseen reglas muy básicas de animación. En algunas ocasiones, como ocurre con los videos musicales de Gigi D'Agostino, el personaje se desarrolla en un fondo de colores simples, actuando como el carácter de la La Línea de Osvaldo Cavandoli. 

## Filmografía
- The King is Dead (1990)
- We Lived in Grass (1995)
- Zehn kleine Jägermeister (1996, video musical para la banda alemana Die Toten Hosen)
- The Riddle (1999, video musical para el cantante italiano Gigi D'Agostino)
- Bla, bla, bla (1999, video musical para D'Agostino)
- Ring of Fire (2000)
- Just a Gigolo (2001, video musical para el cantante alemán Lou Bega)
- Time (2002, TV miniseries)
- Tom (2003, TV series in Flash)
- Walkampf (2004, video musical para Die Toten Hosen)
- The Runt (2006)
- Tom and the slice of bread with strawberry jam and honey 14-26 (2008 serie de televisión)
- Love & Theft (2010)
- Tom and the slice of bread with strawberry jam and honey 27-39 (2011 serie de televisión)
- Tom and the slice of bread with strawberry jam and honey 40-52 (2012 serie de televisión)
- Myself Smoke (2014)
- Myself Universe (2014)
- Nuggets (2014)